# Charles Houel (Büchsenmacher)
Charles Houel (* im 17. Jahrhundert in der Normandie, Frankreich; † 1714 in Lübeck) war ein französischer Büchsenmacher.

## Leben
Charles Houel entstammte einer aus Cressy in der Normandie stammenden Hugenotten- und Waffenschmiede-Familie. Er war der Sohn des französischen Büchsenmachers Abraham Houel I. (um 1631–1711) und der jüngere Bruder des Hofrüstmeisters Abraham Houel II.
Der französische Büchsenschmied, der 1703 in Lübeck wirkte, wurde – ähnlich wie sein aus Poitou stammender Glaubensbruder, der Hofuhrmacher Mathurin Brachet – in Celle als „Maître Charles Houel“ in der Liste der Dienerbesoldung für den Hofstaat um das Celler Schloss geführt.
Houel ist 1706 in Celle nachweisbar: In jenem Jahr heiratete er in der Französisch-reformierten Kirche die aus Poitou stammende Kammerfrau der Marquise de la Roche-Giffard, Marie  Migault (1678–1723 in Lübeck), Tochter des Schulmeisters und Lehrers Jean  Migault (1644–1707). Mit ihr ging Houel nach Lübeck.
In Lübeck war Charles Houel Mitglied der dortigen französisch-reformierten Gemeinde. Von 1707 bis 1710 war er ihr Diakon.
Charles Houel starb 1714 in Lübeck.

## Bekannte Werke
- 2010 wurden zwei von Houels „filigran gearbeiteten Pistolen“ in der Sonderausstellung „Jagd in der Lüneburger Heide“ im Bomann-Museum gezeigt.[2]

## Archivalien
Archivalien von und über Charles Houel finden sich beispielsweise
- im Niedersächsischen Landesarchiv (Standort Hannover), Fürstlich Cellesche Kammerregister, Archivsignatur Des 76cA/230, 1705/6, fol. 457[5]